# Лоран Біне
Лора́н Біне́ (фр. Laurent Binet; нар. 19 липня 1972, Париж, Франція) — французький письменник. Лауреат Ґонкурівської премії за перший роман 2010 року за роман HHhH та Великої премії книготорговців Японії 2014 року за японський переклад цього ж твору.

## Життєпис
Син історика. Проходив військову службу в Словаччині, де викладав французьку мову в Кошицькому військово-повітряному училищі. Закінчив Сорбонну. Викладав сучасну літературу в Університеті Париж VIII і Університеті Париж III.
Дебютував як письменник у 2000 році оповіданням «»Сильні та слабкі сторони наших слизових оболонок», написаним у сюрреалістичній манері.

## Книги
- 2000 : Forces et faiblesses de nos muqueuses, Le Manuscript (Сильні та слабкі сторони наших слизових оболонок)
- 2004 : La Vie professionnelle de Laurent B., Little Big Man (Професійне життя Лорана Б.)
- 2010 : HHhH, Grasset (про операцію «Антропоїд»), український переклад Олега Греська 2018 під назвою HHhH: Голову Гіммлера звуть Гайдріх[5].
- 2012 : Rien ne se passe comme prévu, Grasset (Ніщо не йде за планом; про президентську кампанію Франсуа Олланда)
- 2015 : La Septième Fonction du langage, Grasset (Сьома функція мови; конспірологія навколо гибелі Ролана Барта)
- 2019 : Civilizations, Grasset (Цивілізації; альтернативна історія, де інки — сучасники Колумба — відкривають Європу)
- 2020: Dictionnaire amoureux du tennis, Plon, 2020. Avec Antoine Benneteau.
- 2023: Perspective(s), Grasset, 2023.